# Cueva del Valle

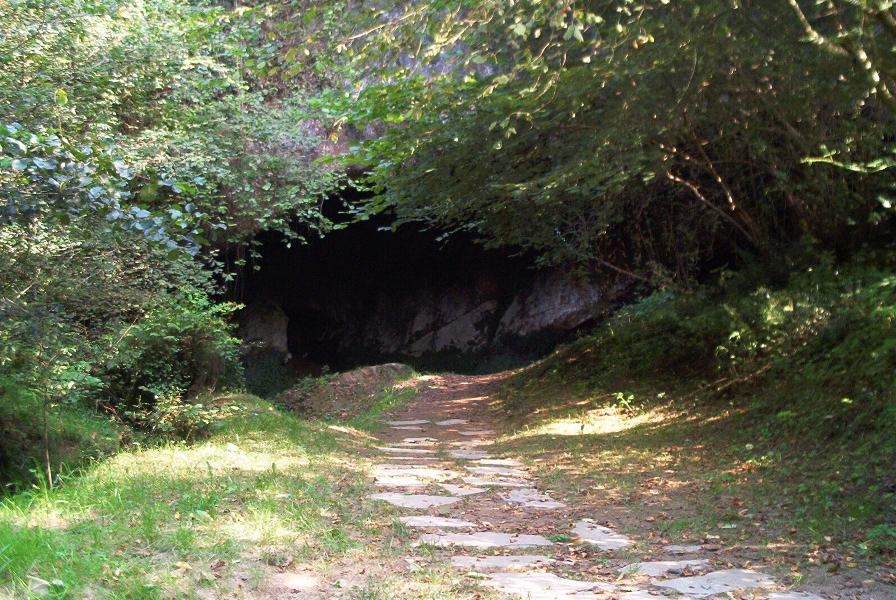
Entrada a la cueva del Valle

La cueva del Valle está situada en el municipio de Rasines (Cantabria, España). También es conocida por los habitantes del lugar como La Viejarrona. Cuenta con una entrada de grandes dimensiones, lo que le da gran majestuosidad. En ella nace el río Silencio, afluente del Ruahermosa, que a su vez es afluente del Asón. Es de gran importancia tanto prehistórica como espeleológica. La cueva del Valle está reconocida como una de las cavidades más largas del mundo. Con sus más de 60 kilómetros explorados, es muy conocida por los practicantes de la espeleología.

## Importancia prehistórica
Aunque no se han hallado pinturas rupestres en su interior, el padre Lorenzo Sierra descubrió en 1905 un yacimiento importantísimo de objetos y piezas de distintas épocas: Aziliense (arpones, puntas raspadoras, etc.) y Magdaleniense superior (arpones de una o dos filas de dientes y otros diferentes útiles de hueso). La industria de sílex tiene sobre todo buriles centrales y diversos tipos de raspadores. 
En este yacimiento también se encontró un bastón perforado de gran valor arqueológico, hoy desaparecido, del que se conserva una copia en escayola en el Museo Arqueológico Nacional. Asimismo apareció otro bastón perforado, menos importante que el anterior por no tener decoración, que se conserva en el MUPAC.

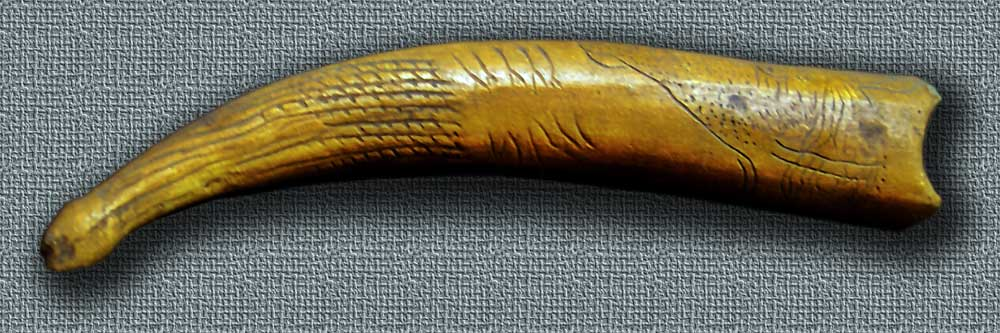
Bastón hallado en la cueva del Valle.
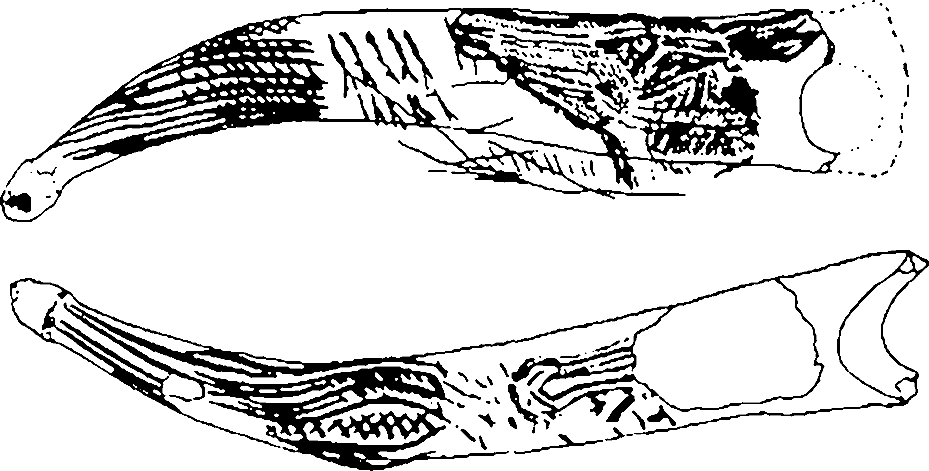
Bastón hallado en la cueva del Valle.